# مری رابینسون (کلیپر)
مری رابینسون (کلیپر) (به انگلیسی: Mary Robinson (clipper)) یک کشتی است که طول آن 215 ft. می‌باشد. این کشتی در سال ۱۸۵۴ ساخته شد.